# Anna Sawai
Anna Sawai (n. 11 iunie 1992, Wellington, Noua Zeelandă) este o actriță, dansatoare și cântăreață japoneză născută în Noua Zeelandă. Ea și-a început cariera cinematografică în 2009 într-un rol secundar în filmul de arte marțiale Ninja Assassin și a devenit cântăreață profesionistă în 2013 ca una dintre vocalistele grupului de fete J-pop FAKY (2013–2018), cântând și în japoneză, și în engleză. În 2024, a primit premiul Emmy pentru interpretarea din serialul Shōgun.

## Biografie
Sawai s-a născut în Noua Zeelandă din părinți japonezi, iar la scurt timp după naștere s-a mutat în Hong Kong și mai târziu în Filipine. A trăit acolo o parte din copilărie înainte de a se muta la Yokohama, Japonia, la vârsta de 10 ani, datorită slujbei tatălui său în sectorul electronicelor. În 2004, la scurt timp după ce s-a mutat în Japonia, Sawai a fost aleasă dintre cei 10.000 de aspiranți pentru a juca rolul principal în muzicalul Annie. În 2006, a intrat în competiția Avex Audition și a câștigat un contract de management cu conglomeratul japonez de divertisment Avex Inc.
În 2009, Sawai și-a făcut debutul profesional în filmul Warner Bros. Ninja Assassin, regizat de James McTeigue, interpretând rolul rebelei Kunoichi, Kiriko. În martie 2012, a fost selectată să cânte imnul național american la un meci de presezon al Ligii Majore de baseball la Tokyo Dome. La scurt timp după, ea a început să lucreze drept cântăreață profesionistă cu grupul de fete japoneze ARA (Avex Rising Angels), care a lansat primul lor videoclip oficial „Make My Dreams Come True” în noiembrie 2012.
În 2013, a părăsit ARA pentru a se alătura noului grup de dans / R&B FAKY. Ea a fost ca una dintre vocalistele principale ale grupului până la ultimul ei spectacol cu grupul, pe 20 decembrie 2018. Plecarea ei din grup a fost anunțată prin intermediul rețelelor de socializare a FAKY, invocând visul ei de a-și urma cariera de actor. În 2019, Sawai a jucat în drama BBC Giri/Haji. Apoi a fost distribuită în filmul de acțiune Furios și iute 9, regizat de Justin Lin. Sawai a acceptat rolul Elle în F9 pentru că a crescut urmărind filmele din franciza The Fast and the Furious și a apreciat diversitatea distribuției filmului.
În noiembrie 2019, Sawai a semnat un contract cu agenția americană de talente WME. În octombrie 2020, s-a anunțat că Sawai va interpreta personajul Naomi în adaptarea Apple TV+ a romanului Pachinko scris de Min Jin Lee, într-un rol creat pentru serial.
În septembrie 2021, Sawai a devenit parte a distribuției miniseriei FX Shōgun, adaptată după romanul lui James Clavell, jucând rolul Lady Mariko pentru care în 2024 a primit Premiul Emmy pentru cea mai bună actriță într-un serial dramatic.
În 2022, s-a alăturat distribuției viitorului serial Apple TV+, Monarch: Legacy of Monsters, în rolul Cate Randa.